# Himilce
Himilce o Imilce (Cástulo, siglo iii a. C.-ib., 214 a. C.) fue una princesa íbera de Oretania (La Mancha y Jaén).

## Biografía

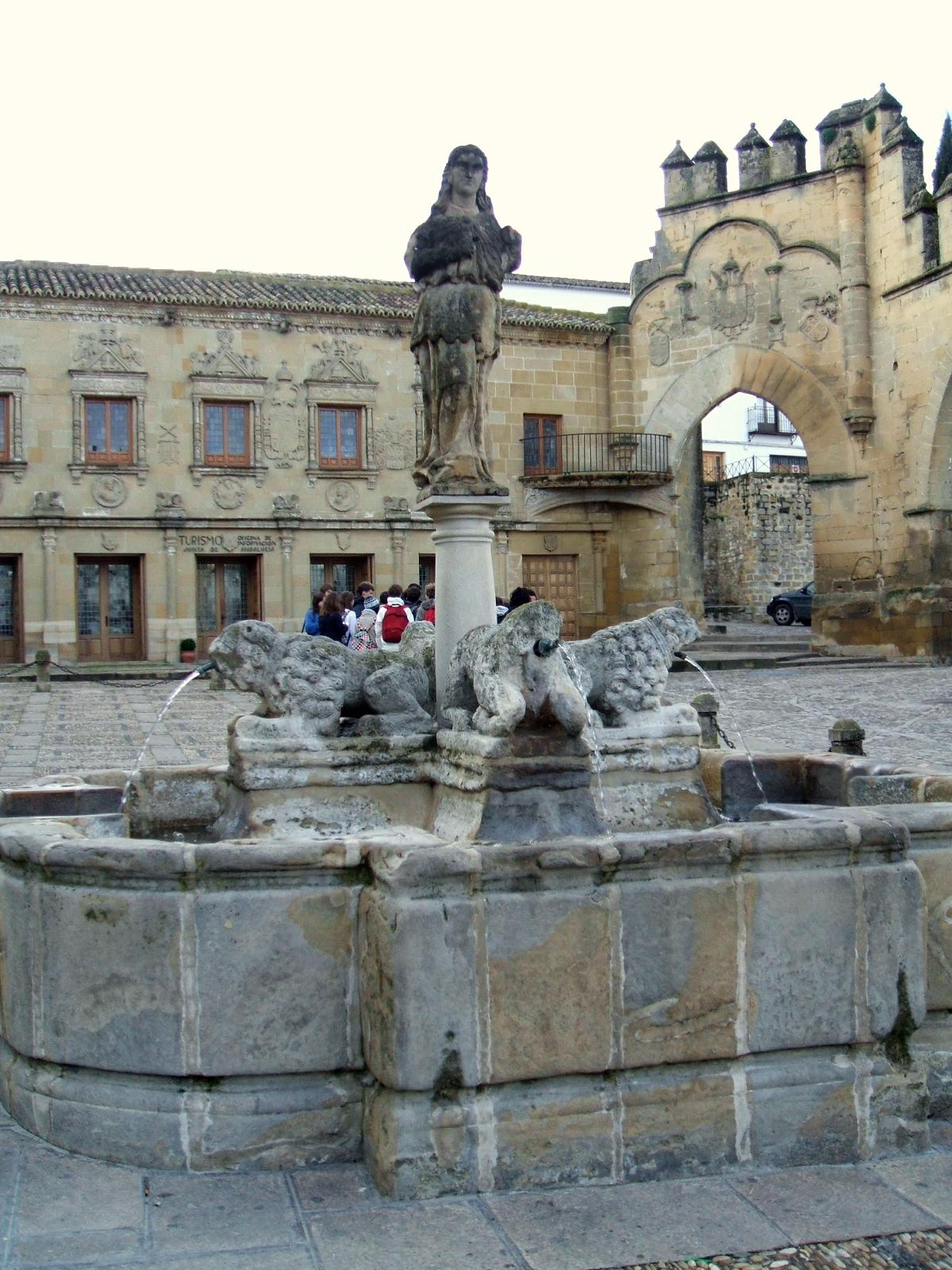
Estatua funeraria de Himilce. Baeza.

Era hija del rey Mucro de Cástulo —antigua ciudad ibera próxima al actual Linares—, que fue entregada en matrimonio en el siglo iii a. C. al general cartaginés Aníbal para sellar la alianza entre Oretania y Cartago al comienzo de la segunda guerra púnica. No obstante, el avance de la guerra en contra de los cartagineses propició que los oretanos abandonasen la alianza situándose al lado de Roma, recibiendo privilegios al término de ésta por parte de los romanos.
Himilce se encontraba en el santuario de Auringis —actual Jaén— cuando conoció a Aníbal, con quién se casó en la primavera del 221 o 220 a C. en el templo de Tanit en Qart Hadasht —actual Cartagena—. Murió estando su esposo en campaña en la península itálica. Fue enterrada en Cástulo, donde le erigieron una estatua funeraria, probablemente la que hoy se erige en la plaza del Pópulo de Baeza.
El poeta Silio Itálico en su Púnica (Libro III, 62-127) describe la convivencia de Himilce con Aníbal, y le inventa a esta una genealogía griega mítica. Tuvieron un hijo, Aspar, al que da una edad entonces de un año. También escribe que Himilce quiso evitar la guerra con Roma y, ya declarada, acompañar a su marido a Italia, pero Aníbal se negó y la dejó en Cartago Nova  (según Jesús Callejo, en Gades) para que desde allí navegase a Cartago para refugiarse. Vuelta a la Península, murió junto a su hijo en Cástulo, debido a una epidemia de peste. Aunque el historiador romano Tito Livio no menciona su nombre, parece que alude a ella cuando escribe:

Cástulo, fuerte y célebre ciudad de Hispania, tan estrechamente unida a los cartagineses que la esposa del propio Aníbal era de allí, se pasó a los romanos.
Ab Urbe condita libri XXIV, 41, 7.

La versión de Silio Itálico es diferente. En el libro IV de su Púnica (743 y ss.), refiere dramática y quizá ficticiamente que Hannón el Grande, el mayor rival de los Barca, exigió al Gran Consejo de Cartago el sacrificio de Aspar como ofrenda a los dioses fenicios para proteger Cartago contra Roma, historia que recuerda un poco el mítico sacrificio de Ifigenia. Himilce, desesperada, imploró el favor de los consiliarios cartagineses y envió un mensaje a Aníbal para contarle lo que había tramado Hannón. Aníbal concordó con Himilce y consiguió que no fuera sacrificado.

En ese preciso momento llegaron los senadores enviados desde Cartago; no era en absoluto despreciable el motivo de su viaje, y las noticias no eran halagüeñas. Era costumbre entre los pueblos que fundó la advenediza Dido solicitar con sangre el favor de los dioses e inmolar -algo despreciable de relatar- a los hijos recién nacidos junto al fuego de los altares. Esta urna del destino renovaba todos los años la deplorable calamidad, a la manera del rito sagrado ofrecido a Diana en los dominios de Toante. Según tal costumbre, Hannón, su inveterado enemigo, reclamaba al hijo de Aníbal para cumplir tal destino y suerte de los dioses. Pero se sentía de cerca el miedo a la cólera del jefe armado; la grandiosa figura de aquel padre persistía fija ante sus ojos; a ello había que sumar a Imilce con sus mejillas desgarradas, mesándose los cabellos y llenando la ciudad con sus tristes lamentos. Lo mismo que una mujer edonia que, durante las fiestas trienales, recorre extática la cima del monte Pangeo y llama suspirando a Baco encerrado en su pecho, así también Imilce, en medio de las matronas tilias, como si fuese arrojada al fuego, exclama: «¡Oh, esposo mío, cualquiera que sea la región del mundo en que suscitas la guerra, trae hasta aquí tus enseñas! ¡Aquí se encuentra un enemigo más violento y más cercano! Tal vez en este momento estés junto a los mismos muros de la ciudad dardania, recibiendo intrépido en tu escudo los dardos que contra ti lanzan o agitas una terrible antorcha para prender fuego al templo tarpeyo. ¡Y, mientras tanto, en el seno de tu patria, tu principal familia, tu único hijo, ah, es arrastrado hasta los altares de la Estigia! ¡Ve ahora a devastar los penates ausonios con tu espada, ve y abre un camino a través de lugares vedados a los humanos! ¡Ve y viola el acuerdo jurado ante todos los dioses! ¡Ésa es la recompensa que te ofrece Cartago, tales son los honores que ahora te tributa! Pero ¿qué piedad es ésta de rociar de sangre los templos? ¡Ah, la causa principal de los crímenes que cometen los corrompidos mortales es la de desconocer la naturaleza de los dioses! ¡Id a suplicar justos sacrificios con piadoso incienso, pero dejaos de crueles ritos de muerte! Dios es bondadoso y está vinculado al hombre. Que os baste por el momento con sacrificar novillos ante los altares, os lo ruego. Y, si creéis firmemente que los dioses desean este sacrílego acto, llevadme a mí, a mí que soy su madre, para cumplir con vuestros votos. ¿Por qué os agrada desposeer al pueblo libio de las condiciones que este niño augura? ¿Acaso no deberíais haber lamentado aún más el desastre de las Egates y el poderío cartaginés sumergido bajo el mar, si el sanguinario ritual nos hubiera arrebatado en su día el enorme valor de mi esposo?». Este discurso obligó a los senadores a actuar con prudencia, dudosos como estaban entre el temor a los dioses o a semejante hombre: dejaron en manos del propio Aníbal si había que oponerse a esta suerte o, por el contrario, acatar el culto debido a los dioses. Y entonces Imilce comenzó a estremecerse de miedo y a duras penas podía dominarse, temiendo el implacable corazón de su magnánimo esposo. Después de escuchar con atención, el general empezó a hablar de esta manera: «¿Cómo podría Aníbal corresponderte equitativamente por el enorme honor de ser comparado con los dioses? ¿Qué digna recompensa podría encontrar, Madre Cartago? Noche y día empuñaré las armas, desde aquí haré llegar a tus templos numerosas y muy nobles víctimas del pueblo del ausonio Quirino. Pero este niño será preservado como heredero de mis armas y de mi guerra. Hijo mío, mi esperanza y la única salvación del poder tirio ante la amenaza de Hesperia, no olvides, mientras vivas, luchar por tierra y por mar contra los Enéadas. Adelante, los Alpes están abiertos para ti, asume nuestra empresa. Vosotros también, dioses de mi patria, cuyos templos son honrados con muertes y se alegran de que el temor de las madres los venere, dirigid a mí vuestras miradas complacidas y vuestros corazones. Me dispongo a ofreceros sacrificios y erigiros altares aún mayores. Tú, Magón, sitúate en la cima del monte de enfrente; tú, Coaspes, más cerca, dirígete a la colina de la izquierda, que Siqueo conduzca a sus hombres por la espesura hacia los desfiladeros y estrechuras. En cuanto a mí, exploraré veloz tus orillas, Trasimeno, con tropas ligeras, buscando libaciones que ofrecer a los dioses; pues no es despreciable la victoria que la divinidad me ha augurado y prometido francamente. Y, cuando la contempléis, senadores, volveréis para contarla a nuestra ciudad».

### Citas
1. 1 2  de Ocampo, 1791, «XXIV», p. 296-297.
2. ↑  Vega Blázquez, 2008, p. 65.
3. ↑  Vid. Silio Itálico, Púnica, III, 97-106: "La hija de Castalio de Cirra, aquel que, en honor a su madre, dio nombre a la ciudad de Cástulo, que todavía hoy conserva el nombre de aquella sacerdotisa de Febo. Contaba Imilce con antepasados de origen divino: en los tiempos en que Baco dominaba los pueblos iberos y, armado con su tirso, asolaba Calpe junto con sus Ménades, Milico, nacido de un lascivo sátiro y de la ninfa Mirice, extendía sus dominios por toda su patria llevando, igual que su padre, cuernos sobre su frente. A él remontaba Imilce su patria y sus nobles orígenes, y su nombre había sido ligeramente modificado en la lengua bárbara.
4. ↑  J. Callejo, op. cit.
5. ↑  Vega Blázquez, 2008, p. 66.
6. ↑  Livio,, p. 41, 7.
7. ↑  Vid. Silio Itálico, Punica, lib. IV, 763-807: Ecce autem patres aderant Carthagine missi. / causa uiae non parua uiris, nec laeta ferebant. / mos fuit in populis, quos condidit aduena Dido, / poscere caede deos ueniam ac flagrantibus aris / (infandum dictu) paruos imponere natos. / urna reducebat miserandos annua casus / sacra Thoanteae ritusque imitata Dianae. / cui fato sortique deum de more petebat / Hannibalis prolem discors antiquitus Hannon. / sed propior metus armati ductoris ab ira / et magna ante oculos stabat redeuntis imago. / asperat haec, foedata genas lacerataque crinis, / atque urbem complet maesti clamoris Imilce, / Edonis ut Pangaea super trieteride mota / it iuga et inclusum suspirat pectore Bacchum. / ergo inter Tyrias, facibus ceu subdita, matres / clamat: "Io coniunx, quocumque in cardine mundi / bella moues, huc signa refer. uiolentior hic est, / hic hostis propior. tu nunc fortasse sub ipsis / urbis Dardaniae muris uibrantia tela / excipis intrepidus clipeo saeuamque coruscans / lampada Tarpeis infers incendia tectis. / interea tibi prima domus atque unica proles / heu gremio in patriae Stygias raptatur ad aras. / i nunc, Ausonios ferro populare penates / et uetitas molire uias. i, pacta resigna / per cunctos iurata deos. sic praemia reddit / Carthago et talis iam nunc tibi soluit honores. / quae porro haec pietas delubra aspergere tabo? / heu primae scelerum causae mortalibus aegris, / naturam nescire deum! iusta ite precari / ture pio caedumque feros auertite ritus. / mite et cognatum est homini deus. hactenus, oro, / sit satis ante aras caesos uidisse iuuencos. / aut si uelle nefas superos fixumque sedetque, / me, me, quae genui, uestris absumite uotis. / cur spoliare iuuat Libycas hac indole terras? / an flendae magis Aegates et mersa profundo / Punica regna forent, olim si sorte cruenta / esset tanta mei uirtus praerepta mariti?" / haec dubios uario diuumque hominisque timore / ad cauta inlexere patres, ipsique relictum / abnueret sortem an superum pareret honori. / tum uero trepidare metu uix compos Imilce, / magnanimi metuens immitia corda mariti.
8. ↑  Callejo, Jesús (26 de noviembre de 2001). «Himilce, la princesa Íbera de Cástulo». Ser Historia. Consultado el 8 de mayo de 2023.
9. ↑  Silio Itálico, op. cit. La traducción es la de Joaquín Villalba Álvarez, en su edición de Silio Itálico, La guerra púnica. Madrid: Akal, 2005.